# Esnaydi Zúñiga
Esnaydi Zúñiga (San Miguel Petapa, Petapa, Guatemala; 12 de octubre de 1999) es un jugador de fútbol que actualmente milita cedido a préstamo en el club Deportivo Xinabajul de la Liga Nacional de Guatemala.

## Trayectoria
Esnaydi nació de las inferiores del club Deportivo Petapa desde muy joven este talentoso mediocampista ofensivo paso por categorías menores de  Selección de fútbol de Guatemala.

## Clubes
| Club                         | País      | Año                |
| ---------------------------- | --------- | ------------------ |
| Deportivo Petapa             | Guatemala | 2017 - 2018        |
| Sanarate                     | Guatemala | 2018 - 2019        |
| Deportivo Petapa             | Guatemala | 2019 - 2020        |
| Deportivo Zacapa             | Guatemala | 2020 -             |
| Xelajú MC                    | Guatemala | 2021 - 2023        |
| Deportivo Xinabajul (cedido) | Guatemala | 2024 - Actualmente |

## Palmarés

### Campeonatos nacionales
| Título             | Club      | País      | Año  |
| ------------------ | --------- | --------- | ---- |
| Torneo de Clausura | Xelaju MC | Guatemala | 2023 |